# Natação artística no Campeonato Mundial de Esportes Aquáticos de 2024 - Rotina livre solo feminina

A prova da rotina livre solo feminina da natação artística no Campeonato Mundial de Esportes Aquáticos de 2024 foi realizada nos dias 4 e 6 de fevereiro de 2024 em Doha, no Catar.

## Cronograma
Todos os horários estão na hora local (UTC+3).
| Data           | Hora  | Evento       |
| -------------- | ----- | ------------ |
| 4 de fevereiro | 09:30 | Eliminatória |
| 6 de fevereiro | 20:00 | Final        |

## Formato da competição
A competição consiste em duas rodadas: preliminar e final. As 12 melhores nadadoras classificam-se a final.

## Medalhistas
| Ouro                      | Prata                      | Bronze              |
| Jacqueline Simoneau (CAN) | Evangelia Platanioti (GRC) | Vasilina Khandoshka |

## Resultados
| Pos.              | Nadadora                 | Nacionalidade                 | Eliminatória | Eliminatória | Final         | Final         |
| Pos.              | Nadadora                 | Nacionalidade                 | Pontos       | Pos.         | Pontos        | Pos.          |
| ----------------- | ------------------------ | ----------------------------- | ------------ | ------------ | ------------- | ------------- |
| Medalha de ouro   | Jacqueline Simoneau      | Canadá                        | 248.9189     | 3            | 264.8207      | 1             |
| Medalha de prata  | Evangelia Platanioti     | Grécia                        | 253.7353     | 2            | 253.2833      | 2             |
| Medalha de bronze | Vasilina Khandoshka      | Atletas Independentes Neutros | 224.1771     | 5            | 245.1042      | 3             |
| 4                 | Xu Huiyan                | China                         | 230.8104     | 4            | 244.2251      | 4             |
| 5                 | Klara Bleyer             | Alemanha                      | 206.9958     | 10           | 230.8894      | 5             |
| 6                 | Vasiliki Alexandri       | Áustria                       | 253.8625     | 1            | 222.8938      | 6             |
| 7                 | Jasmine Verbena          | San Marino                    | 207.0645     | 9            | 207.5209      | 7             |
| 8                 | Marloes Steenbeek        | Países Baixos                 | 200.9729     | 11           | 207.0979      | 8             |
| 9                 | Karina Magrupova         | Cazaquistão                   | 200.6688     | 12           | 200.8166      | 9             |
| 10                | Susanna Pedotti          | Itália                        | 212.4521     | 7            | 195.5000      | 10            |
| 11                | Viktória Reichová        | Eslováquia                    | 207.7917     | 8            | 195.2249      | 11            |
| 12                | Mari Alavidze            | Geórgia                       | 219.2188     | 6            | 185.7250      | 12            |
| 13                | Kyra Hoevertsz           | Aruba                         | 197.7791     | 13           | Não avançaram | Não avançaram |
| 14                | Mónica Arango            | Colômbia                      | 192.1437     | 14           | Não avançaram | Não avançaram |
| 15                | Jullia Catharino         | Brasil                        | 191.0187     | 15           | Não avançaram | Não avançaram |
| 16                | Ece Üngör                | Turquia                       | 188.4854     | 16           | Não avançaram | Não avançaram |
| 17                | Sandra Freund            | Suécia                        | 178.8063     | 17           | Não avançaram | Não avançaram |
| 18                | Matea Butorac            | Croácia                       | 170.9208     | 18           | Não avançaram | Não avançaram |
| 19                | Ana Culic                | Malta                         | 167.4229     | 19           | Não avançaram | Não avançaram |
| 20                | Jennifer Russanov        | Nova Zelândia                 | 163.4624     | 20           | Não avançaram | Não avançaram |
| 21                | Jennah Hafsi             | Marrocos                      | 162.7730     | 21           | Não avançaram | Não avançaram |
| 22                | Patrawee Chayawararak    | Tailândia                     | 153.9583     | 22           | Não avançaram | Não avançaram |
| 23                | Cesia Castaneda          | El Salvador                   | 136.6501     | 23           | Não avançaram | Não avançaram |
| 24                | Sini Tuuli               | Finlândia                     | 127.6854     | 24           | Não avançaram | Não avançaram |
| 25                | Gabriela Alpajón         | Cuba                          | 126.7458     | 25           | Não avançaram | Não avançaram |
| 26                | Hilda Tri Julyandra      | Indonésia                     | 122.1063     | 26           | Não avançaram | Não avançaram |
| 27                | Shao Anlan               | Macau                         | 119.2521     | 27           | Não avançaram | Não avançaram |
| 28                | Anna Mitinian            | Costa Rica                    | 115.0938     | 28           | Não avançaram | Não avançaram |
| 29                | Toulan Ben Abdel Fattah  | Tunísia                       | 101.1083     | 29           | Não avançaram | Não avançaram |
| 30                | Alexandra Mansaré-Traoré | Guiné                         | 95.7020      | 30           | Não avançaram | Não avançaram |
| 31                | Yasmina Rushaidat        | Jordânia                      | 77.2979      | 31           | Não avançaram | Não avançaram |